# Goud Vuur
Goud Vuur is een Belgisch bier. Het werd gebrouwen door Brouwerij DijkWaert te Herentals.

## Het bier
Goud Vuur was een amberkleurige tripel met een alcoholpercentage van 9%. Citrusaroma’s werden toegevoegd. Het basisrecept was dat van Vurig Bierreke, maar door toevoeging van karamel kreeg het een zachtere smaak. Goud Vuur was ook minder zwaar dan Vurig Bierreke. Het bier werd gelanceerd in 2010 en werd verkocht in flessen van 75 cl. Nadien werd het alcoholpercentage verlaagd tot 7,5%, maar nog voor 2013 werd de productie stopgezet.